# Балакін Ігор Миколайович
Ігор Миколайович Балакін (9 травня 1937, Київ, УРСР, СРСР — 6 вересня 2000, Київ, Україна) — український радянський футболіст, нападник або півзахисник.

## Біографія
Представник відомої спортивної родини. Його батько Микола Миколайович і дядько Володимир Миколайович у 30-40 роках виступали за київські клуби «Локомотив» і «Динамо». Вихованець Футбольної школи молоді, в якій у той час працював і Володимир Балакін.
22 червня 1955 року брав участь у матчі першого раунду кубка СРСР проти одеського «Харчовика». Його партнерами у тій грі були відомі у майбутньому майстри шкіряного м'яча Ануфрієнко, Біба, Базилевич і Трояновський. Молодій київській команді, яку очолював Микола Махиня, не вдалося на рівних змагатися з представником класу «Б» і в підсумку ФШМ поступилася з рахунком 1:5.
1957 року був запрошений до «Динамо», але за три сезони так і не став гравцем основного складу: дев'ять ігор у чемпіонаті і одна у кубку. Єдиний м'яч забив у дебютному матчі проти ленінградського «Зеніта». Поєдинок на Республіканському стадіоні завершився перемогою з великом рахунком — 5:2 (у господарів також відзначилися Михайло Коман, Юрій Войнов і Сергій Коршунов).
У липні 1959 року перейшов до вінницького «Локомотива», який завершив сезон на першому місці 4-ї групи класу «Б». Щоправда, внесок Ігоря Балакіна у цю перемогу був мінімальним: 8 ігор, 1 гол. Головною загрозою для воріт суперників у тому сезоні були Борис Липський (15 голів) і Валентин Трояновський (14 голів).
З наступного року формула змагань у класі «Б» була змінена. Українські команди були об'єднані у дві групи і боролися за звання чемпіона Української РСР. В запеклій боротьбі залізничники поспупилися першим місцем у своїй групі спочатку миколаївському «Авангарду», а через рік — одеському «Чорноморцю». 1960 року стикові матчі не проводилися і вінницький клуб поділив 3-4 місця з одеським СКА, а у наступному сезоні став бронзовим призером чемпіонату УРСР (перемога за сумою двох матчів над «Трудовими резервами» з Луганська). Разом з Борисом Липським, Іллею Славинським і Михайлом Петровим був основним гравцем лінії нападу. У першості-61 — найкращий бомбардир клубу (11 голів).
Своєю грою привернув увагу керівництва харківського «Авангарда», який виступав у елітному дивізіоні радянського футболу. У цій команді змінив ігрове амплуа, почав грати в середині поля. У складі харків'ян провів 13 лігових матчів, відзначився забитим м'ячем у ворота московського «Спартака».
1963 року повернувся до Вінниці. Під керівництвом нового тренера Йосипа Лівшиця, команда залізничників здобула перемогу у своїй групі, але у фіналі чемпіонату Української РСР поступилася армійському колективу з Одеси.
У двох останніх сезонах захищав кольори запорізького «Металурга» (представника другої підгрупи класу «А») і ровенського «Колгоспника» (одного з аутсайдерів серед українських клубів класу «Б»).
Після завершення ігрової кар'єри займався арбітражем футбольних поєдинків. Професію спортивного судді також обрали його молодший брат Олександр (арбітр всесоюзної категорії) і племінник Микола (арбітр ФІФА).

## Досягнення
- 1959 — переможець 4-ї групи класу «Б»
- 1960 — 3-4 місце в чемпіонаті УРСР (серед команд класу «Б»)
- 1961 — 3-є місце в чемпіонаті УРСР (серед команд класу «Б»)
- 1963 — 2-е місце в чемпіонаті УРСР (серед команд класу «Б»)

## Статистика
| Сезон             | Команда                | Чемпіонат         | Чемпіонат | Чемпіонат | Кубок | Кубок |
| Сезон             | Команда                | Ліга              | Ігри      | Голи      | Ігри  | Голи  |
| ----------------- | ---------------------- | ----------------- | --------- | --------- | ----- | ----- |
| 1957              | «Динамо» (Київ)        | Д-1               | 5         | 1         | 1     | 0     |
| 1958              | «Динамо» (Київ)        | Д-1               | 1         | 0         | —     | —     |
| 1959              | «Динамо» (Київ)        | Д-1               | 3         | 0         | —     | —     |
| 1959              | «Локомотив» (Вінниця)  | Д-2               | 8         | 1         | 1     | 0     |
| 1960              | «Локомотив» (Вінниця)  | Д-2               | 25        | 8         | —     | —     |
| 1961              | «Локомотив» (Вінниця)  | Д-2               | 32        | 11        | 1     | 0     |
| 1962              | «Авангард» (Харків)    | Д-1               | 13        | 1         | 1     | 0     |
| 1963              | «Локомотив» (Вінниця)  | Д-3               | 40        | 5         | —     | —     |
| 1964              | «Металург» (Запоріжжя) | Д-2               | 21        | 2         | —     | —     |
| 1965              | «Колгоспник» (Ровно)   | Д-3               | 31        | 1         | 1     | 0     |
| Усього за кар'єру | Усього за кар'єру      | Усього за кар'єру | 179       | 30        | 5     | 0     |